# قهرمانی وزنه‌برداری جهان ۱۹۰۳
قهرمانی وزنه‌برداری جهان ۱۹۰۳ چهارمین دوره از رقابت‌های قهرمانی جهان می‌باشد که از ۱ تا ۳ اکتبر ۱۹۰۳ در پاریس، فرانسه برگزار گردید. در این دوره ۱۸ ورزشکار مرد از ۵ کشور رقابت کردند.

## خلاصه مدال‌ها
| رویداد   | طلا              | نقره                  | برنز           |
| وزن آزاد | François Lancoud | Heinrich Schneidereit | Gustave Empain |

## جدول مدال‌ها
| رتبه           | کشور           | طلا | نقره | برنز | مجموع |
| -------------- | -------------- | --- | ---- | ---- | ----- |
| ۱              | سوئیس          | ۱   | ۰    | ۰    | ۱     |
| ۲              | آلمان          | ۰   | ۱    | ۰    | ۱     |
| ۳              | بلژیک          | ۰   | ۰    | ۱    | ۱     |
| مجموع (۳ کشور) | مجموع (۳ کشور) | ۱   | ۱    | ۱    | ۳     |